# Светогорец
«Светогорец» — российский футбольный клуб из города Светогорск (Выборгский район Ленинградской области).

## История
В 1978 году город в розыгрыше Чемпионата Ленинградской области представляла команда «Труд», в 1986—1990 годах — команда «Бумажник». Собственно «Светогорец» стал чемпионом Ленинградской области в 1999 году, а также участвовал в чемпионатах области как минимум в 1992, 1994 и 1996 годах.
В 2000 году клуб сыграл в предсезонном зимнем турнире на призы полномочного представителя Президента РФ в Северо-Западном федеральном округе и стал его первым победителем, также принял участие в Первенстве КФК и одержал победу в зональном турнире МРО «Северо-Запад». В 2001—2003 годах выступал во Втором дивизионе ПФЛ, в зоне «Запад» (2001 и 2003 — 7-е место, 2002 — 4-е). Снялся с розыгрыша второго дивизиона 2004 года незадолго до старта турнира.
В 2001 году команда получила статус областной.
В 1999—2002 годах главным тренером клуба был Владимир Казачёнок, в 2003 году — Николай Государенков. На должностях спортивного директора и тренера в клубе работал Владимир Клементьев.
С 2012 по 2018 команда «Светогорец» выступала в Чемпионате Ленинградской области, с 2021 года выступает в Первенстве Выборгского района.

## Результаты выступлений
Результаты выступления ФК «Светогорец» в Чемпионате Ленинградской области, Первенство России среди ЛФК/КФК (МРО «Северо-Запад») и Втором дивизионе ПФЛ.
| Сезон | Турнир                            | Турнир                            | Результат | Примечания                            |
| ----- | --------------------------------- | --------------------------------- | --------- | ------------------------------------- |
| 1992  | Чемпионат Ленинградской области   | Чемпионат Ленинградской области   | 4 место   |                                       |
| 1994  | Чемпионат Ленинградской области   | Чемпионат Ленинградской области   | 7 место   |                                       |
| 1995  | Чемпионат Ленинградской области   | Чемпионат Ленинградской области   | 10 место  |                                       |
| 1996  | Чемпионат Ленинградской области   | Чемпионат Ленинградской области   | 6 место   |                                       |
| 1997  | Чемпионат Ленинградской области   | Чемпионат Ленинградской области   | 3 место   |                                       |
| 1998  | Чемпионат Ленинградской области   | Чемпионат Ленинградской области   | 10 место  |                                       |
| 1999  | Чемпионат Ленинградской области   | Чемпионат Ленинградской области   | 1 место   |                                       |
| 2000  | Первенство КФК                    | МРО «Северо-Запад»                | 1 место   | Вышел во Второй дивизион              |
| 2000  | Первенство КФК                    | Финальный турнир                  | 9 место   | Вышел во Второй дивизион              |
| 2001  | Второй дивизион ПФЛ, Зона «Запад» | Второй дивизион ПФЛ, Зона «Запад» | 7 место   |                                       |
| 2002  | Второй дивизион ПФЛ, Зона «Запад» | Второй дивизион ПФЛ, Зона «Запад» | 4 место   |                                       |
| 2003  | Второй дивизион ПФЛ, Зона «Запад» | Второй дивизион ПФЛ, Зона «Запад» | 7 место   |                                       |
| 2012  | Чемпионат Ленинградской области   | Чемпионат Ленинградской области   | 9 место   | Выступал под названием «НТЛ-Упаковка» |
| 2013  | Чемпионат Ленинградский области   | Чемпионат Ленинградский области   | 10 место  |                                       |
| 2014  | Чемпионат Ленинградской области   | Чемпионат Ленинградской области   | 10 место  |                                       |
| 2015  | Чемпионат Ленинградской области   | Чемпионат Ленинградской области   | 10 место  |                                       |
| 2016  | Чемпионат Ленинградской области   | Чемпионат Ленинградской области   | 11 место  |                                       |
| 2017  | Чемпионат Ленинградской области   | Чемпионат Ленинградской области   | 8 место   |                                       |
| 2018  | Чемпионат Ленинградской области   | Чемпионат Ленинградской области   | 10 место  |                                       |

4 раза команда принимала участие в Кубке России. Высшее достижение — выход в 1/128 финала в сезонах 2002/03 и 2003/04.